# Municipio de White River (condado de Johnson)
El municipio de White River (en inglés: White River Township) es un municipio ubicado en el condado de Johnson en el estado estadounidense de Indiana. En el año 2010 tenía una población de 42100 habitantes y una densidad poblacional de 342,95 personas por km².

## Geografía
Según la Oficina del Censo de los Estados Unidos, tiene una superficie total de 122.76 km², de la cual 121.94 km² corresponden a tierra firme y (0.66%) 0.82 km² es agua.

## Demografía
Según el censo de 2010, había 42100 personas residiendo en el municipio de White River. La densidad de población era de 342,95 hab./km². De los 42100 habitantes, el municipio de White River estaba compuesto por el 95.31% blancos, el 0.69% eran afroamericanos, el 0.14% eran amerindios, el 1.89% eran asiáticos, el 0.04% eran isleños del Pacífico, el 0.63% eran de otras razas y el 1.31% pertenecían a dos o más razas. Del total de la población el 2.01% eran hispanos o latinos de cualquier raza.